# Epactoides lacustris
Epactoides lacustris là một loài bọ cánh cứng trong họ Bọ hung (Scarabaeidae).